# Dennis Hauger
Dennis Hauger (Oslo, 17 de março de 2003) é um automobilista norueguês que atualmente compete na Indy NXT pela equipe Andretti. Anteriormente, ele competiu no Campeonato de Fórmula 2 da FIA entre 2022 e 2024, pelas equipes Prema Racing e MP Motorsport. Hauger conquistou o título do Campeonato Italiano de Fórmula 4 em 2019 e o título do Campeonato de Fórmula 3 da FIA em 2021.

## Biografia
Dennis Hauger nasceu em Oslo, capital da Noruega, e se criou em Aurskog. Ele é filho de Carina e de Tom Erik Hauger, que competia em ralis, e Dennis relatou que o acompanhava desde que tinha um ano. Aos dois, ele ganhou sua primeira bicicleta de motocross, e aos cinco, seu primeiro kart. Desde o início, ele foi apoiado por seus pais e por sua irmã mais nova Emilie.

## Carreira

### Kart
Hauger começou sua carreira no kart aos cinco anos e venceu sua primeira corrida aos oito. Em 2014 sagrou-se campeão na categoria Mini-ROK e no ano seguinte venceu na mesma categoria o Vega Winter Trophy, o Campeonato Italiano de Kart, a WSK Champions Cup e Super Masters. Em 2016 tornou-se o piloto mais jovem a vencer o campeonato alemão de kart júnior e em 2017 foi também o piloto mais jovem a sagrar-se campeão na categoria sênior.

### Fórmula 4

#### F4 Britânica

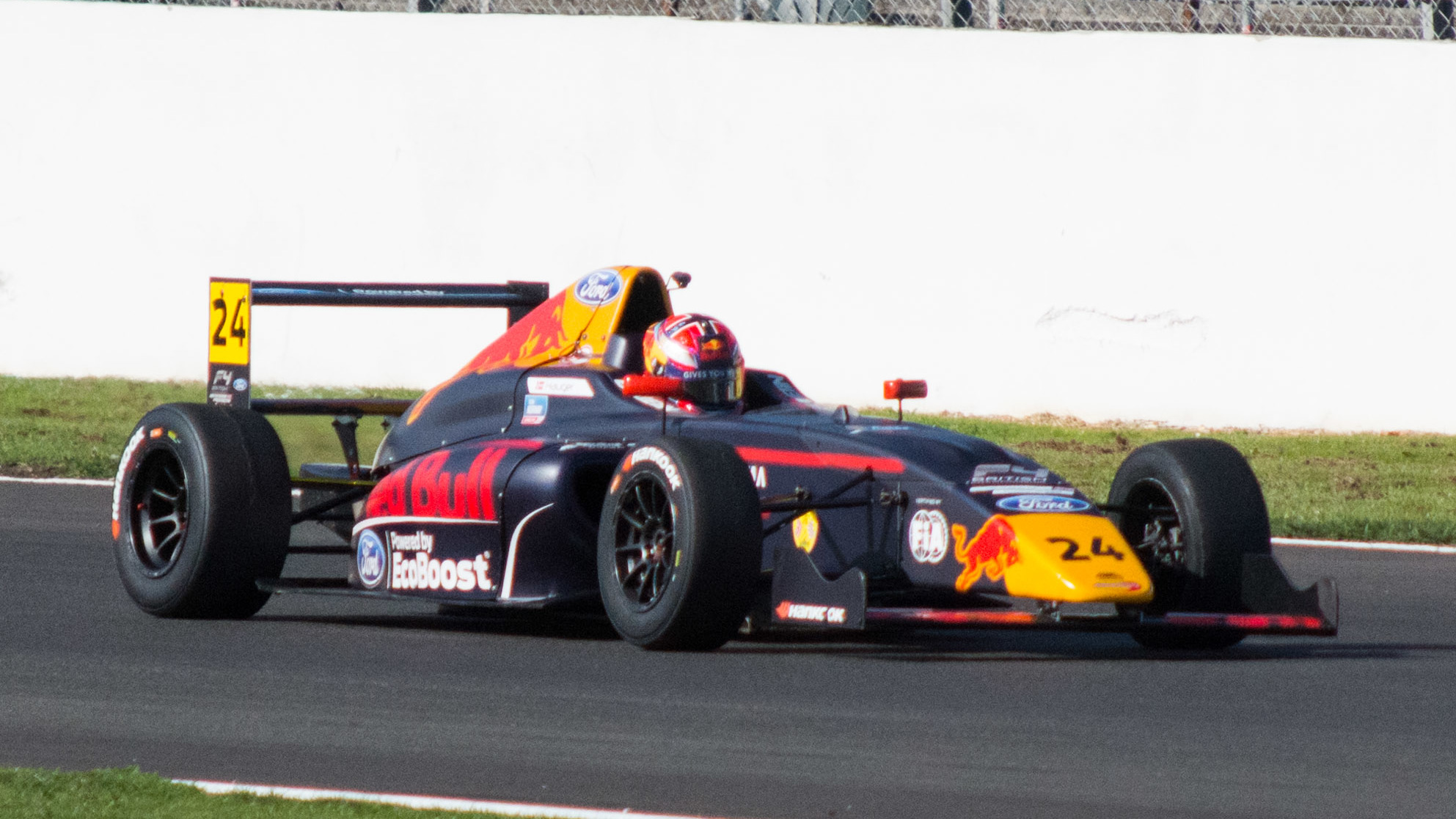
Hauger em Silverstone em 2018

Em 2018, Hauger mudou para as corridas de fórmula, fazendo sua estreia na Fórmula 4 no Campeonato Britânico de F4 com a TRS Arden Junior Racing Team. Ele obteve quatro vitórias em Oulton Park, Croft (duas vezes) e Snetterton e terminou em quarto lugar na classificação, com 329 pontos. Além disso, ele conquistou oito vitórias no campeonato júnior, mas neste terminou em segundo, atrás de Jack Doohan, que ficou com o título.

#### F4 Alemã
Hauger competiu na ADAC Fórmula 4 em 2019, pela equipe Van Amersfoort Racing. venceu seis corridas no Red Bull Ring, Hockenheimring (quatro vezes) e Sachsenring, terminando em segundo com 251 pontos, apenas sete pontos atrás do campeão Théo Pourchaire.

#### F4 Italiana
Hauger conciliou a F4 alemã com o Campeonato Italiano de Fórmula 4, correndo também pela VAR. O norueguês foi dominante nessa temporada, tendo vencido doze corridas, incluindo as três da rodada final em Monza. Com 369 pontos, Hauger se sagrou campeão da categoria, tendo 136 pontos de diferença para o vice-campeão, o brasileiro Gianluca Petecof, da Prema.

### Eurofórmula Open
2019 também marcou a estreia de Hauger na Eurofórmula Open, com o norueguês substituindo Liam Lawson na Team Motopark na rodada de Silverstone. Nessas corridas terminou em sexto e quinto, ganhando dezoito pontos.

### Fórmula Regional Europeia
Em 2020, Hauger participou de três rodadas do Campeonato de Fórmula Regional Europeia, estreando na sexta, em Barcelona. O início de Hauger foi com uma sequência de quatro pódios, e o norueguês ainda conquistou mais dois na rodada final, com direito a uma vitória na corrida 1 de Vallelunga. Ele encerrou o ano na sétima colocação, com 134 pontos.

### Fórmula 3
Em outubro de 2019, Hauger participou dos segundo e terceiro dias de testes pós-temporada do Campeonato de Fórmula 3 da FIA, realizados em Valência, com a equipe Hitech Grand Prix. Em 28 janeiro de 2020, foi anunciado que Hauger foi contratado pela Hitech para a disputa da temporada de 2020, correndo ao lado do neozelandês Liam Lawson e do britânico Max Fewtrell. Em seu primeiro ano na categoria, Hauger só pontuou na rodada de Hungaroring, quando ficou em oitavo na corrida 1 e em terceiro na corrida 2. Assim, Hauger fez apenas catorze pontos, encerrando o ano na décima sétima posição, superando Fewtrell por 9 pontos, mas ficando muito abaixo de Lawson, que foi o quinto colocado, com 143 pontos.

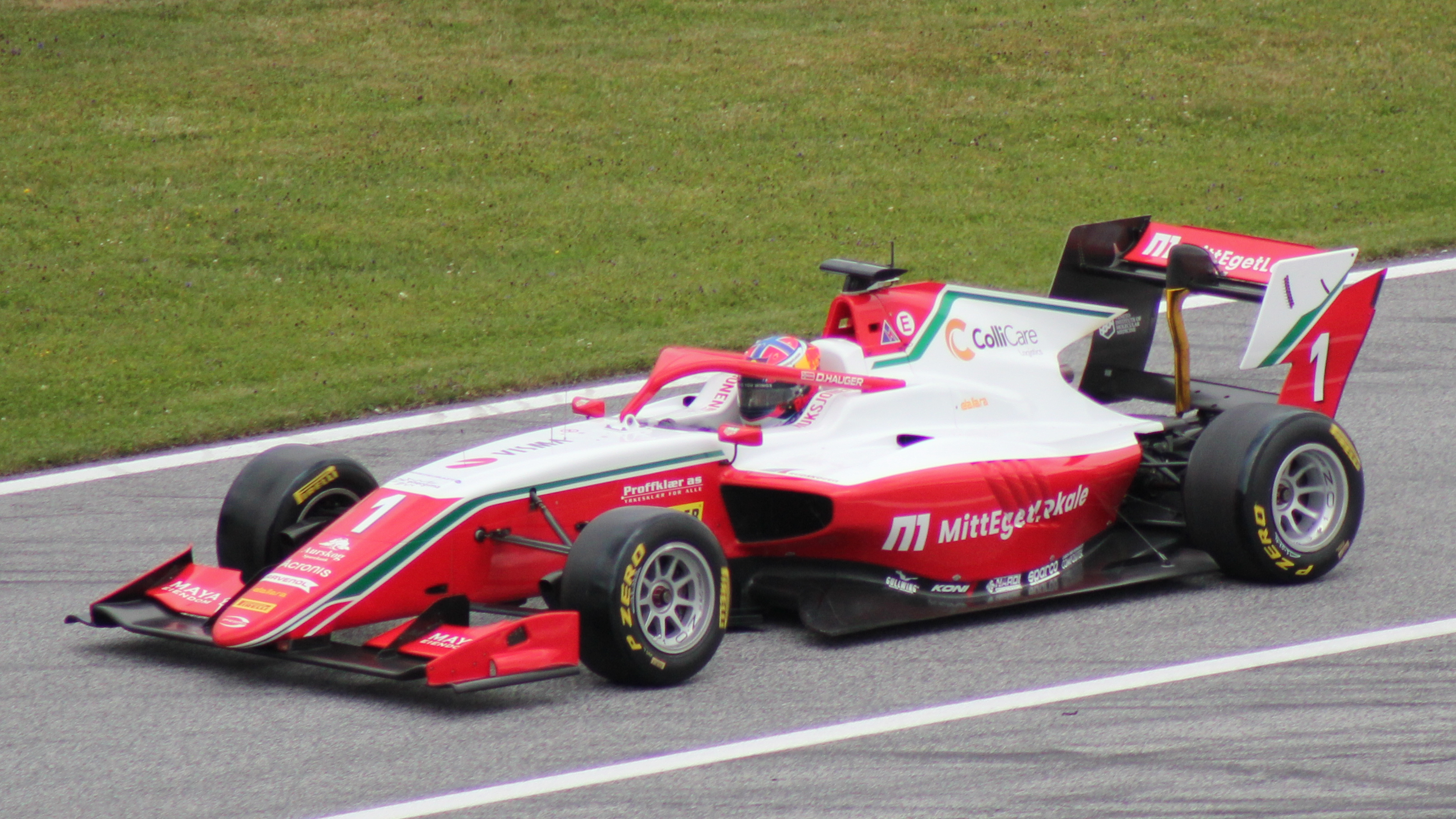
Hauger guiando o carro nº 1 da Prema no Red Bull Ring em 2021

Para a disputa da temporada de 2021, Hauger se transferiu para a Prema Racing, tendo o monegasco Arthur Leclerc e o britânico Olli Caldwell como companheiros de equipe. Hauger teve sua primeira vitória na F3 na corrida 3 da rodada de abertura, em Barcelona, na qual também fez sua primeira pole. O norueguês venceu novamente em Spielberg (corrida 1), Budapeste (corrida 3) e Zandvoort (corrida 3), tendo disputado o título com seu velho rival da F4 Jack Doohan, da Trident, até a última rodada. Na primeira corrida da rodada final realizada no Autódromo de Sóchi, o norueguês saiu da quarta posição do grid de largada para chegar na segunda posição, tornando-se assim o campeão da Fórmula 3 de 2021 com duas corridas de antecedência. Hauger encerrou o ano com 205 pontos, enquanto Doohan ficou com 179 e o vice-campeonato.

#### Grande Prêmio de Macau
Em 2023, Hauger participou do Grande Prêmio de Macau, substituindo o lesionado Franco Colapinto na MP Motorsport. Hauger se classificou em oitavo, ficou em quinto na corrida de classificação, e na corrida, conquistou o segundo lugar, ficando atrás apenas do vencedor, o britânico Luke Browning.

### Fórmula 2
Em 14 de janeiro de 2022, foi anunciado que Hauger disputaria o Campeonato de Fórmula 2 da FIA de 2022 com a equipe Prema Racing. Seu companheiro de equipe era o seu colega da Red Bull Junior Team Jehan Daruvala. Ele chegou à categoria como um dos favoritos ao título, por estar na equipe considerada a mais forte daquela temporada. Seu primeiro pódio foi na corrida curta de Ímola, ficando atrás apenas de Daruvala e de Marcus Armstrong, o vencedor da prova. A primeira vitória do norueguês aconteceu na corrida curta de Mônaco, beneficiando-se de um erro do pole Jake Hughes, e venceu novamente na corrida longa de Baku, mais uma vez se beneficiando de um erro do então líder, Jüri Vips. Mas no geral, Hauger teve um desempenho irregular, com direito a uma sequência de seis rodadas sem pontos, e não foi candidato ao título, terminando em décimo, com 115 pontos, e sendo superado pelo companheiro de equipe, Daruvala, que terminou a temporada em sétimo, com 126 pontos, nove a mais do que Hauger.

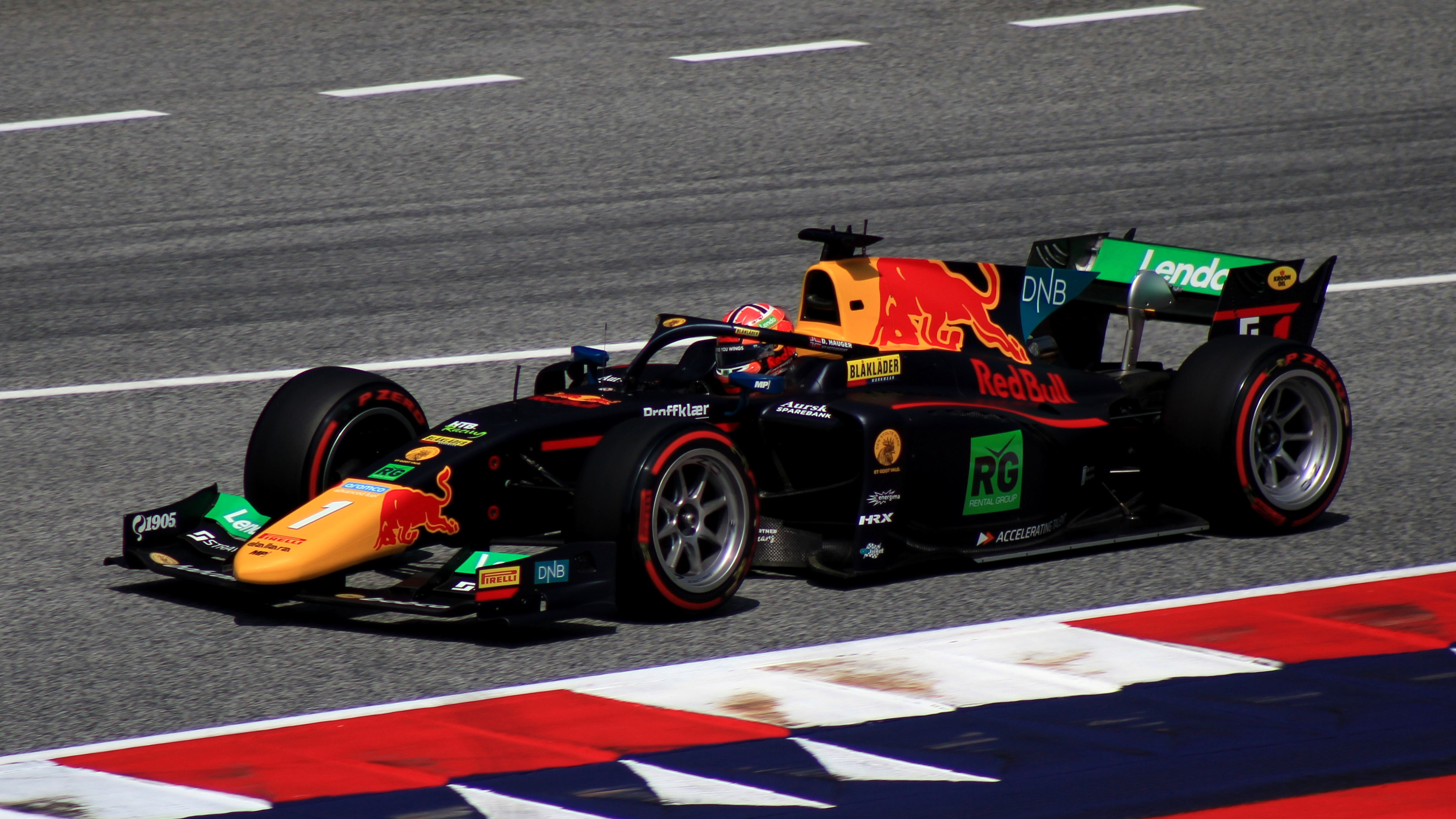
Hauger pilotando o carro nº 1 da MP Motorsport na Áustria em 2023

Em 4 de novembro de 2022, foi anunciado que Hauger havia sido contratado pela equipe MP Motorsport para a disputa da temporada de 2023, assim como Daruvala, seu antigo companheiro na Prema. O movimento colocou novamente Hauger como favorito, já que a MP vinha de uma dupla conquista inédita: o campeonato de pilotos, vencido pelo brasileiro Felipe Drugovich, e o campeonato de construtores. O início parecia promissor com o segundo lugar na corrida curta do Barém, mas ao longo do ano, as dificuldades ressurgiram, e Hauger só conseguiu triunfar duas vezes: nas sprints da Austrália e da Hungria. Apesar de ter feito dois pontos a menos do que no ano anterior, Hauger subiu duas posições no campeonato de pilotos, concluindo a temporada de 2023 na oitava posição, e superou amplamente Daruvala, fazendo quase o dobro de pilotos do piloto indiano, que só obteve 59 pontos e ficou em 12º lugar no campeonato de pilotos.

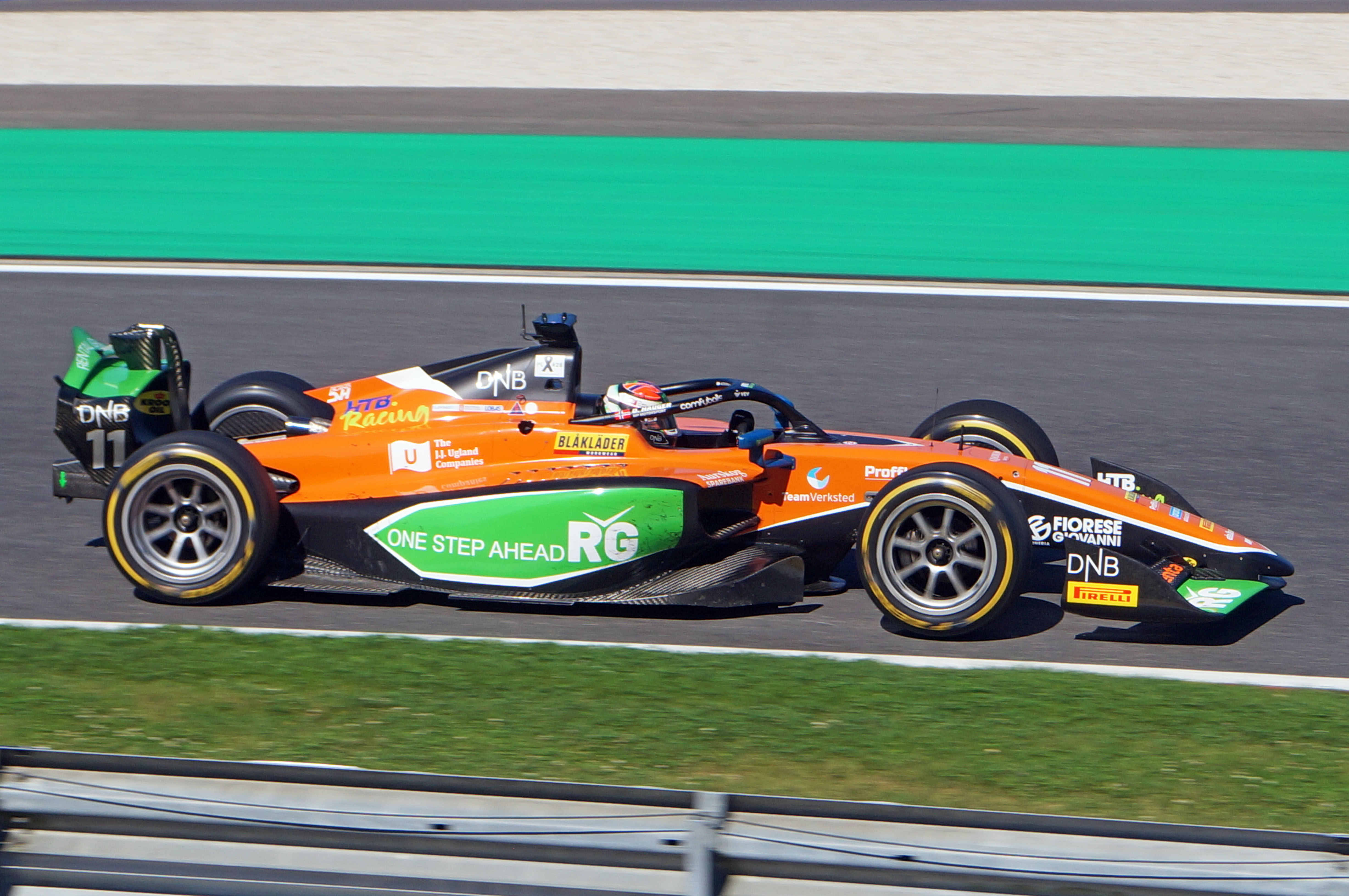
Hauger guiando a MP Motorsport em Spa-Francorchamps em 2024

Hauger permaneceu na Fórmula 2 para uma terceira temporada sucessiva em 2024, continuando sua colaboração com a MP Motorsport, ao lado do membro da Williams Driver Academy, Franco Colapinto. Seu terceiro ano na categoria foi superior aos anteriores, Hauger teve uma vitória na corrida curta de Jedá, beneficiando-se da desclassificação de Richard Verschoor, e mais quatro pódios, o que o fez chegar a brigar pelas primeiras posições no campeonato de pilotos. Ele também protagonizou um momento inusitado na corrida curta de Monza, quando ele e Gabriel Bortoleto, da Invicta, estavam brigando pelo oitavo lugar durante a última volta e ao receberem a bandeirada, foi detectado que os dois fizeram tempos iguais (35min52s065). Assim, a FIA declarou empate e dividiu o ponto para os dois, com Hauger e Bortoleto ficando com 0,5 pontos cada.
Em agosto de 2024, Hauger viu Colapinto subir para a Fórmula 1, tendo como novo companheiro o alemão Oliver Goethe, que vinha da Fórmula 3. Nesse mesmo mês, Hauger anunciou que deixaria a Fórmula 2 ao final da temporada, visando migrar para o automobilismo americano, especificamente, a IndyCar Series. Mas em 9 de novembro do mesmo ano, Hauger antecipou sua saída da categoria, deixando sua vaga na MP para o neerlandês Richard Verschoor. No momento de sua saída, Hauger estava classificado em nono lugar, mas caiu duas posições e fechou a temporada em 11º, com 85,5 pontos.

### Fórmula 1
Em setembro de 2017, Hauger foi nomeado como uma das quatro novas contratações para o programa Red Bull Junior Team. Ele foi anunciado como um dos quatro pilotos reservas da equipe Red Bull Racing de Fórmula 1 em 2023. Em outubro de 2023, Hauger anunciou que se separaria da Red Bull após o final de 2023 depois de passar seis anos com a equipe.

### Fórmula E
Em 2024, Hauger participou dos testes de novatos da Fórmula E em Berlim pela Porsche, juntamente com o piloto da DTM Thomas Preining. O norueguês acabou ficando na oitava colocação.

### Indy NXT
Em 2024, foi anunciada a contratação de Hauger pela equipe da Andretti na Indy NXT, categoria de acesso à IndyCar Series, a partir de 2025. Hauger também foi chamado para participar dos testes coletivos da categoria em Indianápolis, onde ele pilota o carro que ele conduze na categoria, o de número 28. O norueguês desfrutou da dominância de seu carro da Andretti ao fazer a pole da etapa de abertura em St. Petersburg, liderar todas as voltas e vencer, fazendo a melhor volta e com direito a dobradinha com seu companheiro de equipe, o também estreante Lochie Hughes. Hauger teve mais uma vitória dominante no Alabama.

## Resultados

### Resumo da carreira
| Temporada | Categoria                       | Equipe                       | Corridas                 | Vitórias                 | Poles                    | V.M.R.                   | Pódios                   | Pontos                   | Posição                  |
| --------- | ------------------------------- | ---------------------------- | ------------------------ | ------------------------ | ------------------------ | ------------------------ | ------------------------ | ------------------------ | ------------------------ |
| 2018      | Fórmula 4 Britânica             | TRS Arden Junior Racing Team | 30                       | 4                        | 4                        | 4                        | 10                       | 329                      | 4º                       |
| 2019      | ADAC Fórmula 4                  | Van Amersfoort Racing        | 20                       | 6                        | 5                        | 8                        | 10                       | 251                      | 2º                       |
| 2019      | Fórmula 4 Italiana              | Van Amersfoort Racing        | 21                       | 12                       | 7                        | 9                        | 16                       | 369                      | 1º                       |
| 2019      | Eurofórmula Open                | Motopark                     | 2                        | 0                        | 0                        | 0                        | 0                        | 18                       | 19º                      |
| 2020      | Fórmula 3                       | Hitech Grand Prix            | 18                       | 0                        | 0                        | 0                        | 1                        | 14                       | 17º                      |
| 2020      | Fórmula Regional Europeia       | Van Amersfoort Racing        | 8                        | 1                        | 2                        | 1                        | 6                        | 134                      | 7º                       |
| 2020      | Porsche Carrera Cup Scandinavia | Mtech Competition            | 5                        | 0                        | 1                        | 0                        | 4                        | 0                        | NC†                      |
| 2021      | Fórmula 3                       | Prema Racing                 | 20                       | 4                        | 3                        | 4                        | 9                        | 205                      | 1º                       |
| 2022      | Fórmula 2                       | Prema Racing                 | 28                       | 2                        | 0                        | 3                        | 4                        | 115                      | 10º                      |
| 2022      | Porsche Carrera Cup Scandinavia | Porsche Experience Racing    | 5                        | 0                        | 0                        | 1                        | 1                        | 61                       | 12º                      |
| 2023      | Fórmula 2                       | MP Motorsport                | 26                       | 2                        | 0                        | 1                        | 4                        | 113                      | 8º                       |
| 2023      | Grande Prêmio de Macau          | MP Motorsport                | 1                        | 0                        | 0                        | 0                        | 1                        | N/A                      | 2º                       |
| 2023      | Porsche Carrera Cup Scandinavia | Porsche Experience Racing    | 4                        | 0                        | 0                        | 1                        | 3                        | 58                       | 12º                      |
| 2023      | Fórmula 1                       | Oracle Red Bull Racing       | Piloto reserva/de testes | Piloto reserva/de testes | Piloto reserva/de testes | Piloto reserva/de testes | Piloto reserva/de testes | Piloto reserva/de testes | Piloto reserva/de testes |
| 2024      | Fórmula 2                       | MP Motorsport                | 24                       | 1                        | 2                        | 2                        | 5                        | 85,5                     | 11º                      |
| 2024      | Porsche Carrera Cup Scandinavia | Porsche Experience Racing    | 2                        | 2                        | 1                        | 1                        | 2                        | N/A                      | NC†                      |
| 2025      | Indy NXT                        | Andretti Global              | 2                        | 2                        | 2                        | 2                        | 2                        | 108*                     | 1º*                      |

† Como Hauger era um piloto convidado, ele era inelegível para marcar pontos.
* Temporada ainda em andamento.